# Nada x aquí
Nada x aquí fue un programa de televisión de magia del canal de televisión española Cuatro y producido por Notro Films en el que un grupo de jóvenes magos nos mostraron a través de diferentes secciones una versión más cercana y divertida del mundo de la magia.

## La patrulla mágica
- Jorge Blass (Jorge Sánchez Blas) fue el líder de la cuadrilla y muestra juegos mágicos de última generación con efectos muy visuales e impactantes.
- Jandro (humorista) fue el más loco de la cuadrilla y se valió de su surrealismo y su fuerza cómica para desconcertar al público con juegos absolutamente impredecibles.
- Luis Piedrahíta fue el más observador del grupo y utilizó su destreza con los pequeños objetos para hacer magia con los muchos elementos cotidianos que nos rodean sin que sepamos sus poderes.
- Inés Molina fue la única mujer de la patrulla. Utilizó su encanto para engatusar a sus víctimas con una magia muy técnica, cercana y limpia.
- Yunke hizo varias colaboraciones en las dos primeras temporadas y pasó a formar parte de los magos plantilla del programa a partir de la tercera temporada.

## Las secciones
- Cámara oculta: Los magos del programa caracterizados en diferentes personajes intentaron sorprender al público, que no fue consciente de que estaba presenciando un truco de magia.
- Joyas de la Magia: Juan Tamariz nos presentó a partir de vídeos inéditos de su archivo una selección de los clásicos de la magia de todos los tiempos.

## Episodios y audiencias
| Temporada | Temporada | Episodios | Estreno                  | Final                   | Audiencia media | Audiencia media | Audiencia media |
| Temporada | Temporada | Episodios | Estreno                  | Final                   | Espectadores    | Cuota           |                 |
| --------- | --------- | --------- | ------------------------ | ----------------------- | --------------- | --------------- | --------------- |
|           | 1         | 16        | 25 de marzo de 2006      | 8 de julio de 2006      | 717 000         | 6,2%            |                 |
|           | 2         | 17        | 30 de septiembre de 2006 | 27 de enero de 2007     | 942 000         | 6,5%            |                 |
|           | 3         | 12        | 29 de septiembre de 2007 | 22 de diciembre de 2007 | 1 933 000       | 11,6%           |                 |
|           | 4         | 3         | 5 de julio de 2008       | 19 de julio de 2008     | 588 000         | 6,6%            |                 |
| Total     | Total     | 48        | 2006                     | 2008                    | 795 000         | 6,5%            |                 |

## Música en directo
A partir de la tercera temporada el programa pasó a tener música en directo con una banda formada por Francisco Simón (guitarra), Andreas Prittwitz (saxo), Luis Domínguez (teclados) y Eric Farnklin (batería).

## Premios
- Nada x aquí ganó el premio Zapping al mejor programa de entretenimiento del 2006 otorgados por el TAC (Telespectadors Associats de Catalunya)

## Curiosidades
Nada x aquí no tuvo una cuarta temporada debido a los muchos números de magia, pues se requiere de varios años para practicar cada juego. Asimismo, muchos magos regresaron de nuevo al teatro. 
- Datos: Q6037350